# デバルツェボの戦い
デバルツェボの戦い（デバルツェボのたたかい、英語: Battle of Debaltseve）は、ウクライナのドンバス地域での内戦中の2015年1月14日から2月20日までの間、ドネツク人民共和国 （DPR）のドンバスの親ロシア派分離主義勢力がドネツィク州のデバルツェボ市の再奪回を試みた戦い。2015年2月18日にウクライナ軍が撤退し、分離主義勢力が勝利した。デバルツェボは道路と鉄道の交差する要衝で、ドネツク人民共和国とルガンスク人民共和国 （LPR）を結ぶ連絡線の役割を担っている。

## 背景
デバルツェボは2014年ウクライナ騒乱の余波でウクライナ東部と南部にわたる広範囲で起きた暴動の最中の2014年4月に親露派の分離主義者が占拠した。ウクライナ軍は2014年7月28日に都市の奪還に成功し、2015年1月まで強固に維持していた。2014年9月5日に停戦合意のミンスク協定が締結されたが、その後デバルツェボ周辺で断続的な違反行為が起きていた。

## 出来事
2015年1月に数千人のウクライナ軍がデバルツェボに駐留していた。都市は重要な鉄道と道路のジャンクションであり、DPRとLPRの領域に挟まれるウクライナ領土の「くさび」または「ポケット」(孤立地帯)である。この時までに大半の住民は都市を離れており、店は閉店し、学校は放棄され、家屋は損傷していた。断続的な都市への砲撃は2015年1月に過激化する数カ月前から常態化していた。
1月1４日、分離派軍は、偵察ドローン、特殊部隊及び私服部隊によってウクライナ軍陣地の位置を標定し、BM-21及びタルナード (MLRS)で砲撃した。
1月17日から1月20日まで激しい砲撃が行われた。
1月22日、DPR軍はデバルツェボ周辺地域のウクライナ軍陣地を攻撃するとももに、市内の電気、水道、暖房を遮断した。激しい砲撃が翌日まで続いた一方でウクライナ軍は都市の陣地を維持し続けた 。戦闘中の砲撃が無人の校舎に命中した。報復のためウクライナ軍は都市郊外の分離派の拠点へ砲撃を開始した。翌日にDPRは3方面をDPRとLPRが支配する領域に囲まれているデバルツェボを奪還すると誓った。
1月24日、報道によれば、都市近郊のウクライナの検問所がDPRの武装勢力直接攻撃を受けた。
1月25日、DPR軍はにデバルツェボ近郊の別のウクライナの検問所を攻撃したが、撃退された。翌日にもそのような攻撃は継続し、デバルツェボの周囲で激しい戦闘が起きた。都市の住民はロイターに対し、デバルツェボはほぼ完全に分離派の武装勢力に包囲されており、ウクライナ軍は絶え間ない攻撃にもかかわらず何とか防衛していると語った。

### 分離派の進撃

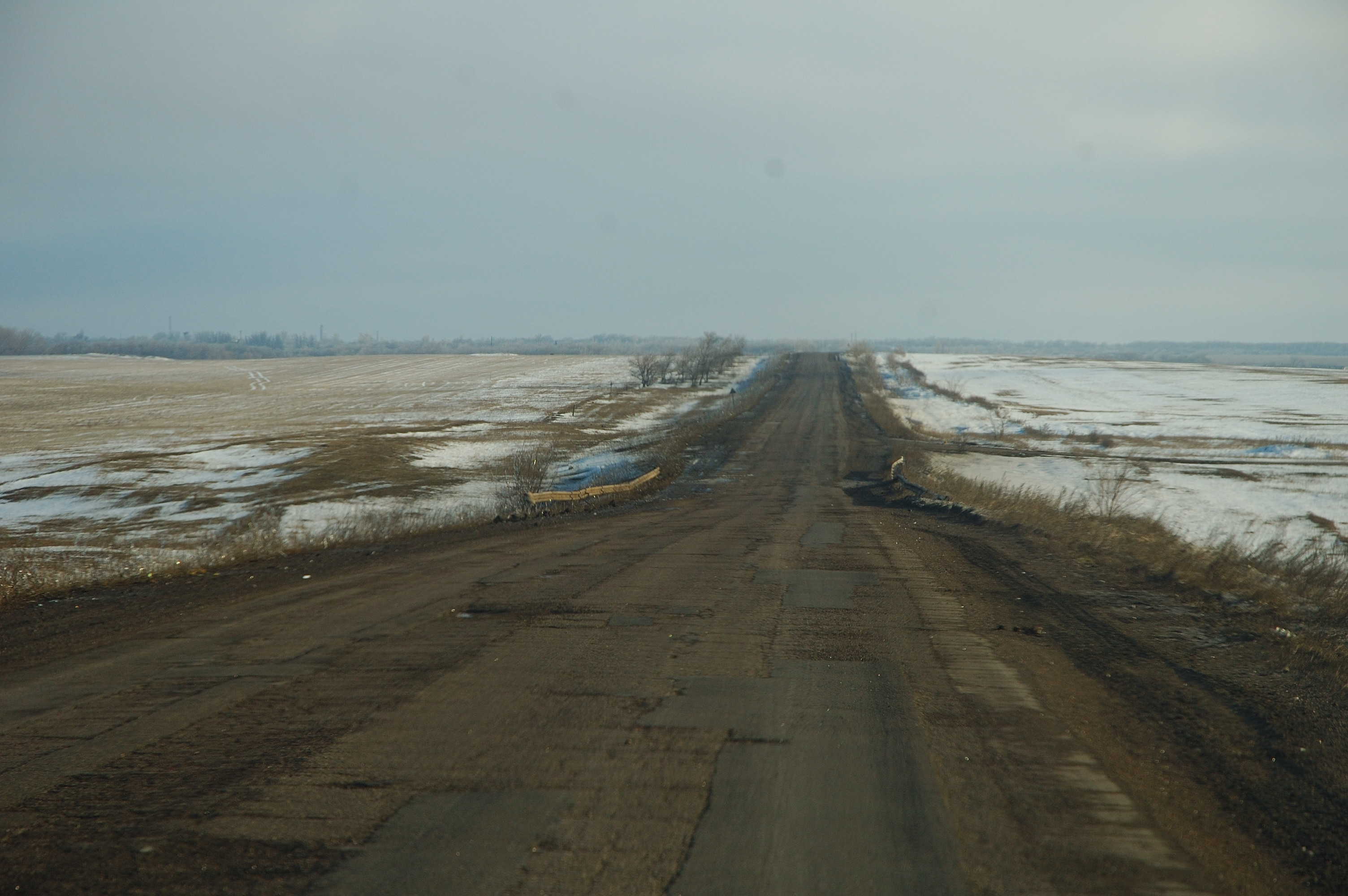
デバルツェボからアルテーミウシクに通じるハイウェイ、広大なステップに囲まれている

1月27日、分離派はホルリウカ方面からデバルツェボへの侵入を試みたが、撃退された。翌日にはDPRの指揮官がDPR軍が都市に通じるハイウェイを占領し、都市をほぼ完全に包囲したと語った。
1月28日、ウクライナは民間人をデバルツェボから北西50kmの位置にあるアルテーミウシク市に避難させた。
1月29日、ウクライナの国会議員ドミトロ・ティムチュクは分離派勢力がデバルツェボ攻勢の「縮小」を余儀なくされたと語った。同氏によれば、ウクライナ支配地域から政府軍を排除しようとしていた分離派は政府軍による砲撃で重大な損害を受けたとした。BBCニュースは分離派勢力がこの砲撃を受けている様子を撮影した映像を公開した。砲撃にもかかわらず分離派はデバルツェボの西13kmに位置しDPRが支配するホルリウカへのハイウェイ上にある町ヴフレヒルスクを占領した。分離派はウクライナの防衛線を突破し、政府の検問所を越え町に侵入し、その後中心部まで侵攻した。Vuhlehirskの政府軍の兵士を救援するために増援が送られた。AP通信は町の失陥でウクライナ軍によるデバルツェボ防衛が大幅に困難になったと報じた。一方で、政府軍はデバルツェボ本土の民間人3人が反乱軍による「継続的な」砲撃で死亡したと述べた。
1月30日、砲弾がバスやキビシェフスキー地区の文化センター（人道援助物資配給所）に直撃した。BBCによれば、市内にはウクライナ軍と共に多くの民間人が取り残された。一部はアルテーミウシク（デバルツェボのポケットへの入り口にあるウクライナ支配地域）に避難した。ロシアのテレビ局「Vesti」はデバルツェボにはウクライナ軍の兵士約8000人が残っており、分離派勢力がポケットの入り口を閉じる寸前だと報じた。政府軍のドンバス大隊の指揮官セミョン・セメンチェンコは、大部分がDPRの支配下にあるという事実にもかかわらず、ウクライナ兵はヴフレヒルスクで踏みとどまり続けていると述べた。ウクライナ国家安全保障・国防会議（NSDC）のアンドリー・リセンコ報道官はヴフレヒルスクのウクライナ軍部隊を救援するための増援が到着したとし、前線は保たれていると述べた。当日にわたって、BM-21の砲撃により装甲兵員輸送車と貨物車がアルテーミウシクとデバルツェボ間（50km）を結ぶ南北のハイウェイを通行することが難しくなったことからウクライナの補給線はほぼ切断された。BM-21のロケットが市内のアパートに直撃し少なくとも民間人7人が死亡した。残っていたデバルツェボの住民は戦闘が過激化する中、市外へ避難し始めており、住民を紛争地帯からアルテーミウシクへ連れ出すバスが1日に3本手配された。

### 「大釜」の閉鎖

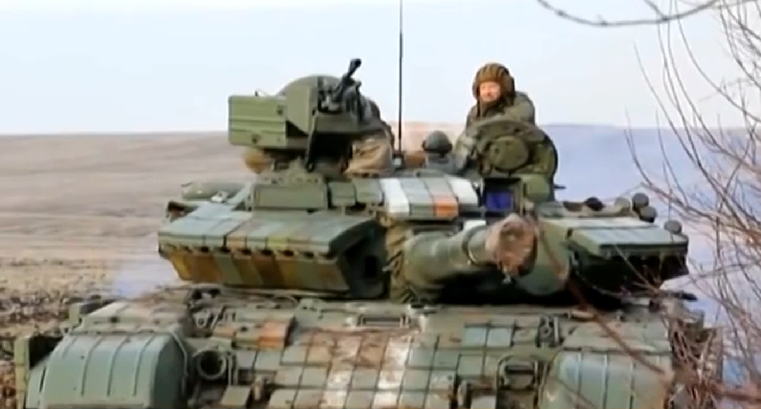
デバルツェボ地域でのウクライナ軍のT-64BV戦車

1月31日にはDPRのデバルツェボ砲撃で住民12人以上が死亡した。同時に、政府軍もDPRの増援がヴフレヒルスクへ侵入するのを阻止するために砲撃を継続した。町から分離派を排除する地上攻勢は失敗し、ドンバス大隊の団員3人が戦死しセメンチェンコ大隊長が負傷した。厳寒の中でもデバルツェボからの住民の避難は継続していた。その日の時点で、都市では水、ガソリン、または電気が少なくとも10日間利用できなかった。ウクライナのアルセニー・ヤツェニュク首相によれば、1月31日までにデバルツェボから少なくとも1000人が避難した。ステパン・ポルトラク国防相はデバルツェボの一部がDPRの支配下にあることを認めた。
2月1日、デバルツェボの状況は急速に悪化した。「キーウ・ポスト」によれば、ウクライナ国家親衛隊の一部の部隊はDPR軍が都市近郊へ侵攻してきたため退却を余儀なくされた。
2月2日、状況は悪化し続けており、ニューヨーク・タイムズは分離派がアルテーミウシク・ハイウェイを「今すぐにも」確保できるようだと報じた。道路はほぼ通行できなくなっており、避難民を乗せた複数のバスに砲撃が命中した。デバルツェボ周辺のウクライナ支配地域のポケットは一般的に「大釜」（kettle）と呼ばれるようになり、DPRの指導者アレクサンドル・ザハルチェンコは「大釜を離れようとする者は誰でも我々の火砲の砲撃地帯に入ることになる」と語った。戦闘地域の援助隊員による報告では、2月2日までにデバルツェボ地域から住民8000人が避難したとされた。援助隊員の1人は親露派勢力が市外への住民の移送に使われているバスを意図的に標的にしていると述べた。アムネスティ・インターナショナルのオブザーバーはデバルツェボの人道状況は「壊滅的」になったと述べた。デバルツェボに残っているウクライナ軍を支援するために軍は装甲車、輸送車を含む大規模な増援の隊列をクラマトルスクの作戦基地から包囲されているデバルツェボへ送った。
2月3日、分離派とウクライナ軍は停戦することで合意した。停戦は残っている民間人をデバルツェボ地域から避難できるようにするためだとされた。13:00（EET）まで砲撃は減少していたが、その後はデバルツェボの完全破壊を試みる反体制派によるとみられるデバルツェボへのBM-21の一斉砲撃が始まった。戦闘は翌日まで続き、アルテーミウシクへ避難してきたデバルツェボの住民の1人は市内には「何も残っていない」と述べた。
2月4日、DPR軍はVuhlehirskを占領したことによって、アルテーミウシク・ハイウェイとデバルツェボへの砲撃を増やすことができるようになった。DPRとウクライナ軍は残っている市民がデバルツェボから避難できるようにするために2月6日に人道回廊を設置することに合意し、何百人もの民間人が避難することができた。戦闘は2月7日に再開した。
2月9日、DPR軍はロフビネ（Lohvynove）村を占領したことで、完全に街を包囲したとし、「大釜を閉じている」と述べた。当時村に駐留していたウクライナ兵は4人だけだったため、分離派が容易に村を占領することが出来た 。政府軍はアルテーミウシク・ハイウェイでの戦闘は継続中であり、包囲されていないと述べた。
2月10日、朝までに、分離派勢力が政府軍を排除し、アルテーミウシク・ハイウェイを占領した。映像ではDPRの民兵と戦車がハイウェイに沿って移動している様子を示している。当日には、リヴィウの警察署長が町近郊の道路での爆発で負傷した。
2月11日、ウクライナ軍は砲撃で重大な損害を受け、24時間で兵士19人が死亡、78人が負傷した。死亡した兵士達はデバルツェボ近郊の「Hostra Mohyla hill」付近で戦闘を行っていた。加えて、DPR軍はデバルツェボの警察本部を襲撃し、市の警察署長を殺害した。さらに、DPR軍はクラマトルスクの政府庁舎および陸軍本部庁舎に対してデバルツェボからロケット攻撃を行った。また、ロシア連邦軍の2個大隊戦術群が南方軍管区から展開した。

### ミンスクII後
2015年2月12日に新たな停戦協定（ミンスクII）が締結されたにもかかわらず、デバルツェボ周辺での戦闘は激しさを増していた。分離派勢力は停戦が有効になる2015年2月15日午前0時0分（EET）の前に政府軍を追放しようとデバルツェボ本土への攻勢を試みた。
2月13日、重砲の集中砲火が都市を襲ったと報じられ、戦略上重要なアルテーミウシク・ハイウェイも激しい砲撃を受けていた。政府軍はロフビネ村の奪還を試みたが、分離派の武装勢力の待ち伏せにあった。ウクライナ兵の1人は村の状況を「ドネツクとルハーンシク空港の時よりもさらに酷い敵対行為」と説明した。少なくともウクライナ兵96人が負傷した一方で、死者数はウクライナ軍が自軍の戦没者を収容する前に退却を余儀なくされたため不明となっていた。DPRの武装勢力がウクライナ軍の抵抗を排除しようとしたことから、アルテーミウシク・ハイウェイ沿いで2月14日まで戦闘が継続した。ドネツク地域の警察署長Vyacheslav Abroskinは、激しい砲撃は「デバルツェボを破壊している」と語った。アメリカ合衆国国務省のジェン・サキ報道官はロシア連邦軍が「デバルツェボ周辺に大量の火砲と多連装ロケットシステムを配備していた」とし、都市への砲撃についての責任はロシアにあると述べた。ニューヨークタイムズはアルテーミウシク・ハイウェイは2月12日までに完全に通行不能になったと報じた。また、同紙は道路には地雷が敷設されていると述べている 。ウクライナのペトロ・ポロシェンコ大統領は軍に2月15日午前0時0分（EET）に有効になる停戦を遵守するよう命じ、反政府勢力の指揮官も同様に命じた。殆どの戦闘地域で戦闘が停止されたものの、デバルツェボでは継続していた。DPRリーダーのアレクサンドル・ザハルチェンコは、ミンスクIIではデバルツェボに言及されていないため協定は同地域には適用されないと述べた。デバルツェボの北にあるルハーンシク村の検問所に駐留していたウクライナ兵士の1人は「停戦はなされていない」と語った。
2月15日、ウクライナ軍陣地へ砲撃が行われ、分離派勢力が西部と東部から都市への攻撃を複数回行い、Chornukhyne村近郊の政府の拠点を襲撃した 。それでも当該地域における砲撃は停戦開始前の数日間に比べそれほど激しいものではなかった。ミンスクIIの実施を監視する欧州安保協力機構（OSCE）の監視員は分離派当局からデバルツェボへの進入を拒否された。
2月16日、戦闘は更に過激化し、「ひっきりなしの爆発」が都市を襲った。その日の早いうちに、デバルツェボの警察署は分離派の砲撃で破壊された。第40独立自動車化歩兵大隊のYuriy Sinkovskiy副大隊長はデバルツェボのウクライナ兵は完全または部分的に包囲されており、ウクライナ軍参謀本部との通信が途絶していると語った。兵士達は極寒の中生活しており、食料や弾薬は殆ど持っていなかった。Sinkovskiyはこの情報を開示することで軍法会議にかけられる危険があるが、自身は単にデバルツェボに閉じ込められている人間を救いたいだけだと語った。彼は軍は撤退かもし命が助かるならば降伏さえもすべきだと語った。DPR指揮官のEduard Basurinはウクライナ軍が武器を置きデバルツェボを離れられるようにする回廊を設けると語った。軍のVladislav Seleznyov報道官は発言は容認できず、ミンスク協定に基づきデバルツェボはウクライナ領土であると述べた。ロイターはデバルツェボでの停戦は「死産」だったと表現した。ドンバス大隊のメンバーの1人は市内のウクライナ兵は悲惨な状況であり、イロヴァイスクの戦いでの「大釜」と似ているが、はるかに大規模であると語った。
2月17日、分離派勢力がデバルツェボ市内へ侵攻したことで初めて市中の通りで戦闘が起きた。分離派当局は都市の鉄道駅や東部周辺も占領したと述べたが、NSDCの広報担当者は否定し、戦闘はデバルツェボ全体で続いていると語った。後に分離派は都市の大半を占領しており「掃討作戦」を行っているとし、少なくとも300人のウクライナ兵を捕虜にしていると語った。ウクライナ国防省は都市の一部が「無法者」の手に落ち、一部兵士は捕虜になったと確認したとの声明を発表した 。デバルツェボのすぐ西にあるコムラ村のウクライナ兵は、陣地を維持できるのは最大でも12時間程度であり、増援が無ければ分離派に制圧され皆殺しにされるかもしれないと記者に伝えた。同時に、ドンバスでのウクライナの軍事作戦の広報担当者はLohvynoveとアルテーミウシク・ハイウェイはウクライナの支配下に戻ったと述べた。

### ウクライナ軍の撤退
2月18日、ウクライナ軍は早朝にデバルツェボからの撤退を開始した。撤退の前には約6000人の兵士が市内に立てこもっていた 。撤退の準備は数日前から秘密裏に行われており、ニューヨークタイムズによればウクライナの軍事作戦の指導者層はアルテーミウシク・ハイウェイが通行不能になったことで退却する道を見つけることにかなりの時間を費やしたという 。デバルツェボの状況は現地に駐留しているウクライナ軍では防衛できない状況になっており、兵士の1人は仮にウクライナ軍が市内に留まった場合「間違いなく捕虜になるか死ぬかだ」と語った。利用可能なデバルツェボ外へのルートを見つけるために救急車が送られたが、動きを分離派の注意をひかないように農園地帯を通りその後道路に戻らせた 。北のウクライナ支配地のルハーンシクの村へのルートを選択したことで撤退計画は実行に移されることになった。午前1時0分（EET）にデバルツェボの端に軍の輸送車が列を作っていた。兵士は事前通知もなく10分以内に離れる準備をしその後用意された貨物車に乗るように伝えられた。彼らは重火器を放棄し、分離派の手に渡らないように弾薬を破壊した。兵士の乗車が終わった後、戦車と装甲車などを含む約2000人の兵士の隊列が都市からの退却を開始した 。ヘッドランプは分離派の注意を寄せ付けないように消灯したままにされた。これらの準備にもかかわらず、車列はすぐに分離派勢力による全方面からの発砲を受けたことで車両は壊れた。1人の兵士は分離派が「戦車やRPG、スナイパーライフルで撃ってきた」とし、隊列は「崩壊していた」と語った 。多数の兵士が自らの車両を放棄し徒歩で進むことを余儀なくされた。死者や負傷兵は避難することが不可能であったため後に残された 。撤退は1日前に主張されていた政府軍のLohvynoveの支配が実際はできていないという事実によって混迷を極めた。ドンバス大隊のセミョン・セメンチェンコ大隊長は「Lohvynoveに関する全ての話はおとぎ話でしかないことがわかった」と語った。日が経つにつれデバルツェボを離れてきたボロボロになったウクライナ兵達がルハーンシクに到着した 。ニューヨークタイムズはウクライナ軍が「装備と人命両方において重大な損失を被った」と報じた  。デバルツェボは15:00 （EET）までに沈静化した。ノヴォロシアの旗がウクライナの旧作戦基地の上に掲げられた。分離派の当局者は数百人のウクライナ軍を捕虜にしていると述べた。ウクライナの当局者はAFP通信に対し、避難中に「本格的な市街戦が継続しており、小規模な戦車戦もあった」と話した。
ウクライナのペトロ・ポロシェンコ大統領は撤退は「計画され組織だった」ものであるとし、この秩序ある撤退はデバルツェボがウクライナの支配下にあることの証明であり「包囲は無かった」と述べた。しかし、地上兵はポロシェンコ大統領の説明に異議を唱えており、一部の兵士は「実際は待機するように言われた」とし「閉じ込められたまま死ぬために残っていた」と述べた。彼らはウクライナ政府とメディアがデバルツェボの状況について「嘘」を繰り返しており、ウクライナ軍は一週間以上包囲されていると語った 。先のイロヴァイスクの戦いでの分離派の包囲から生還したウクライナ軍のYuriy Prekharia中尉は、ビクトル・ムジェンコ参謀総長が同じミスを繰り返したことで軍が支援無しの状況に追い込まれたと語った。彼は「指揮官達は包囲される脅威が明らかになったら直ちに突破し撤退する命令を下すべきだった」と述べた。指揮官のセメンチェンコも以下の様に述べた: 「問題は指導力と行動の調整だった。彼らはプロパガンダの嵐で隠蔽しようとしているが、現在起きていることは我々の軍の無能な統率の結果だ」。ポロシェンコ大統領は2月18日の終わりまでにデバルツェボから約2500人が撤退し、この数字は市内にいたウクライナ軍の80%に相当すると述べた 。公式な報告では、撤退中に兵士13人が死亡し、157人が負傷したと述べた。上記のように地上兵達はこれらの数値はかなり不正確であると批判し、死者数は「明らかに数百人」だったと語った。二週間後、撤退中の公式の死傷者数は死者19人、行方不明者12人、捕虜9人、負傷者135人とされた。分離派のリーダーのデニス・プシーリンは戦闘全体を通してウクライナ兵約3000人が死亡したと述べた。一方でウクライナ政府筋によれば戦闘中に兵士185人が死亡し、112人が捕虜となり、81人が行方不明になったと報じた。ウクライナ軍の死者数は後に行方不明者の多くが遺体で発見されたことで267人に修正された。分離派のリーダー達はまた、ウクライナ軍が撤退中に残していった大量の重兵器を鹵獲したと語った。
2月19日、一部の兵士はデバルツェボに閉じ込められていたが、先に脱出していた兵士達は閉じ込められた仲間を救出するのを禁じられていたと語った。分離派勢力は2月20日にChornukhyne、Ridkodub、NikishyneとMiusの村を占領したことでデバルツェボ地域からウクライナ軍の最後のポケットを排除した。
2月27日、国際連合人道問題調整事務所（OCHA）の報告によれば、DPR当局は戦闘後にデバルツェボの住宅と地下室で民間人500人の遺体を発見したという。市中心部のほぼ全ての建物が戦闘により破壊されたか重大な損傷を受けていた。

## 教訓
ロシア軍は偵察ドローン、特殊部隊、パルチザン部隊、前線部隊等から多くの情報収集を行うとともに、それを迅速に砲迫部隊に伝達、適切に火力を配当する要領を確立し、効果的にウクライナ軍を損耗させたと評価されている。ここから、逆説的に、ウクライナ軍は敵の偵察部隊の排除に失敗したことが敗因の一つであったといえる。

## ギャラリー

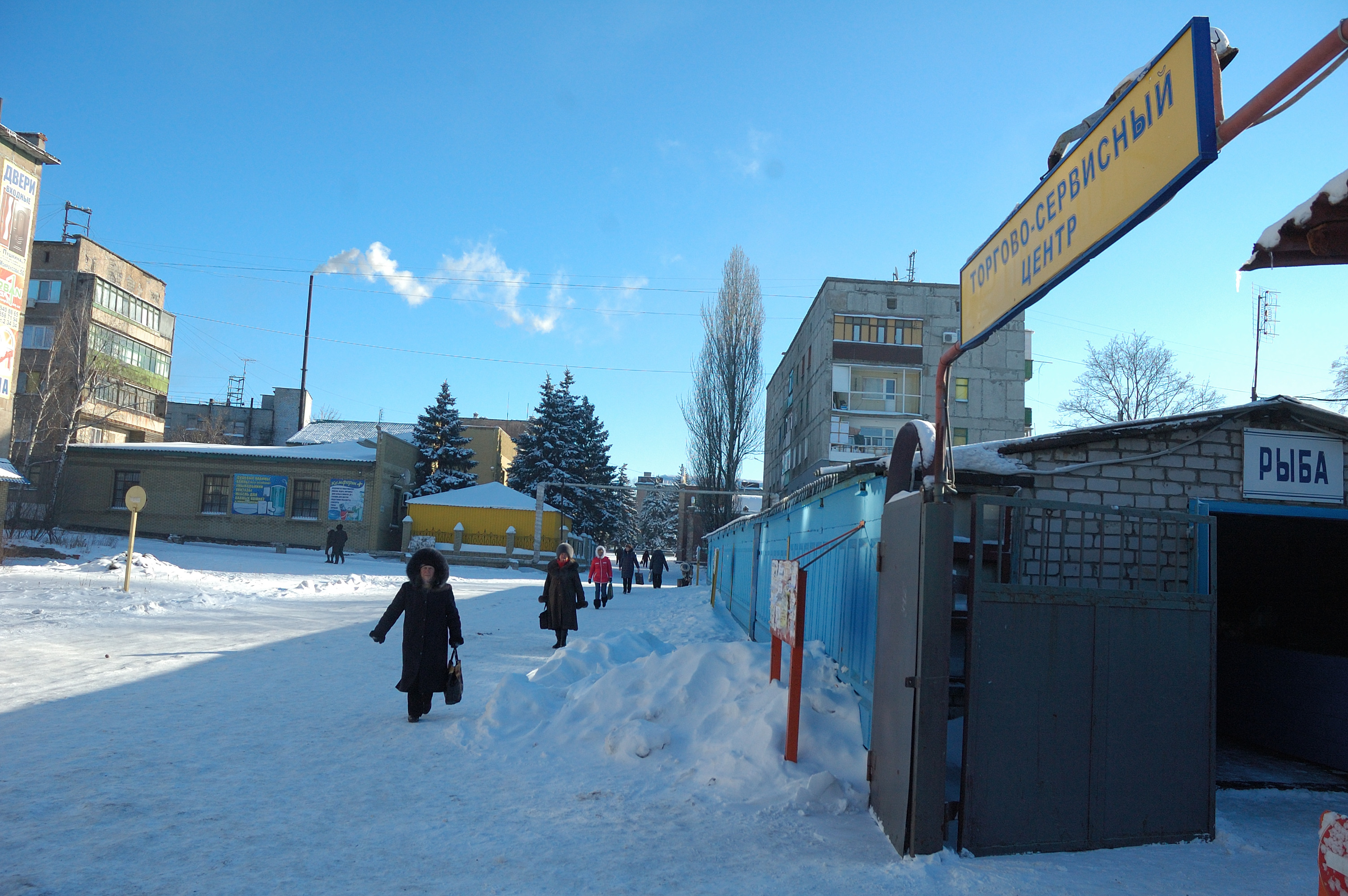
戦闘が始まる前のデバルツェボの住民(2015年1月上旬)
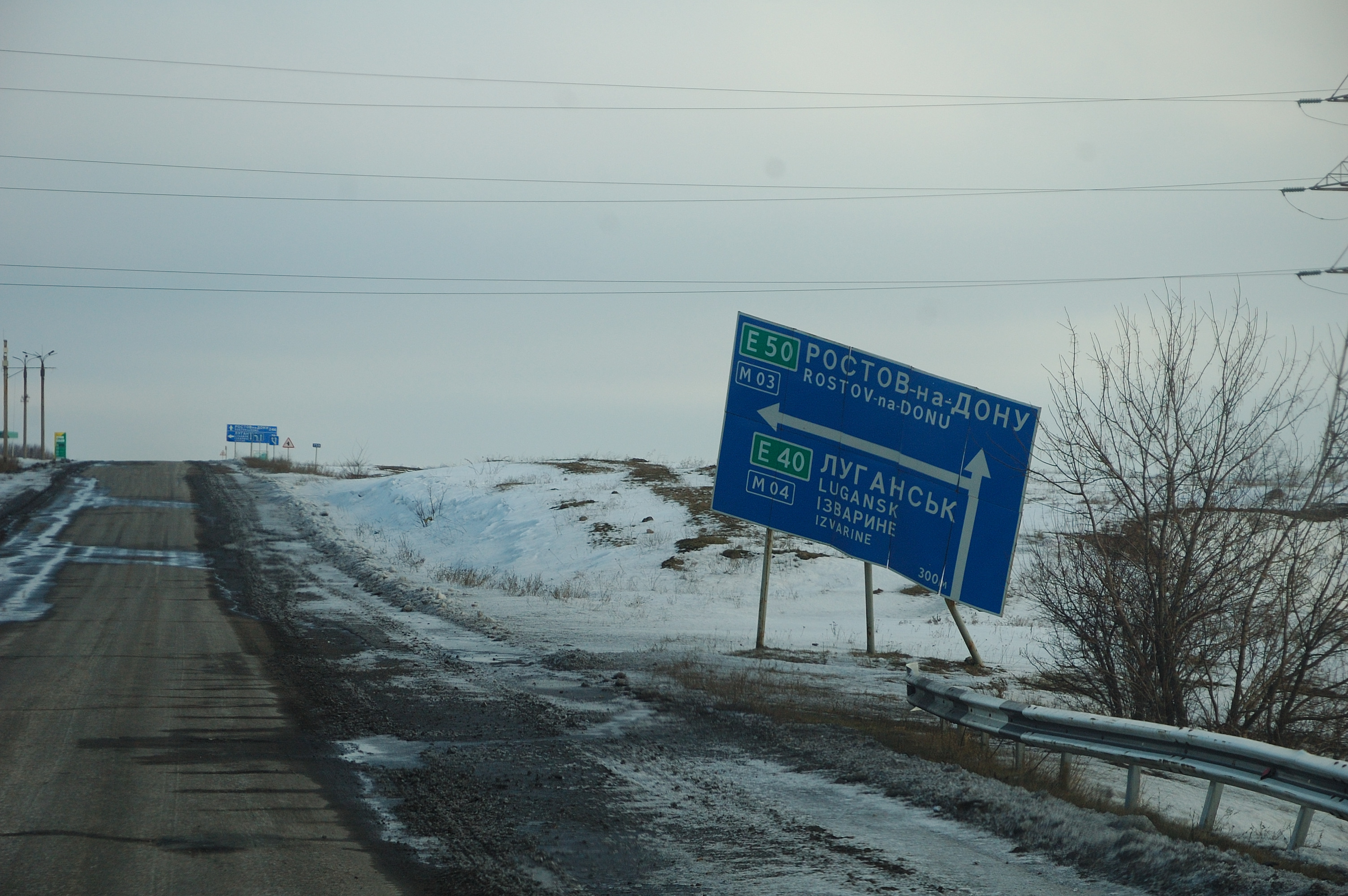
デバルツェボの重要な道路ジャンクションを示す標識。M04ハイウェイは ルハーンシクとドネツク地域を横断する町「Izvaryne」とつながっている
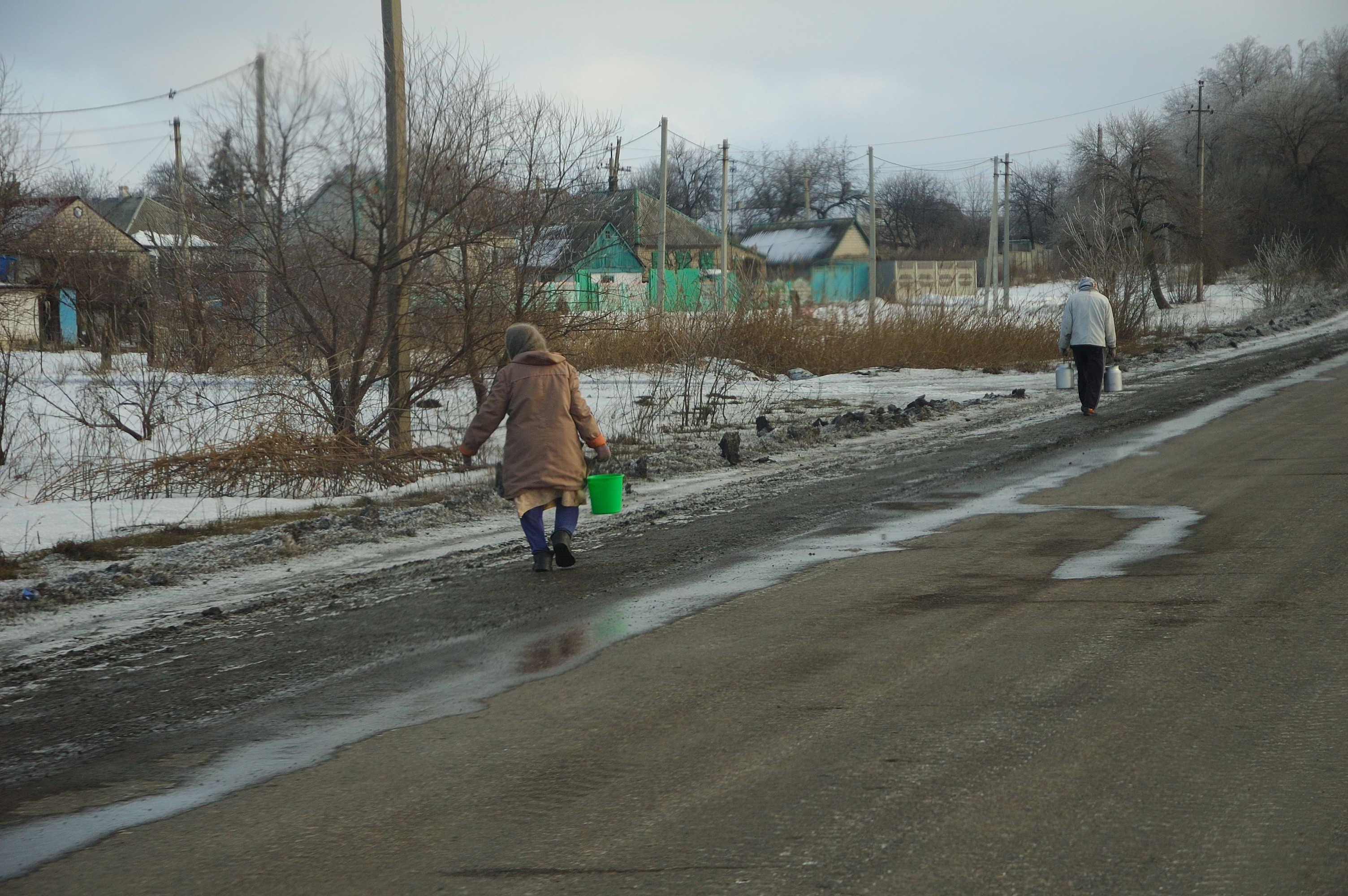
戦闘が始まった後、水を運んでいる住人(2015年1月下旬)
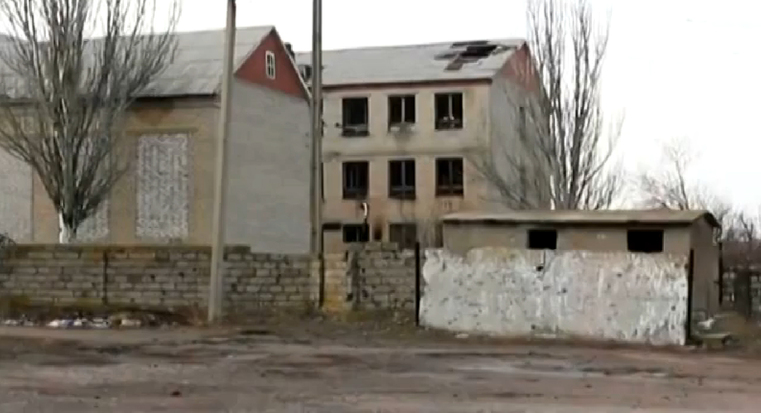
2月5日のデバルツェボ
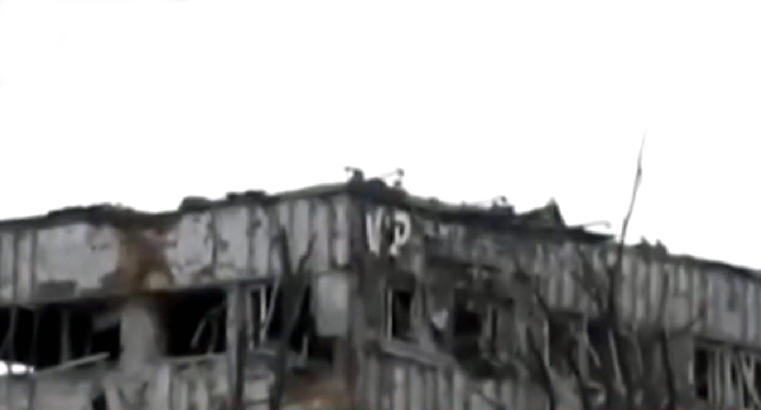
デバルツェボの破壊された建物